# Museo Zuloaga
Muzeum Zuloagi (hiszp. Museo Zuloaga) – regionalne muzeum w Segowii, którego zbiory obejmują archeologię, etnologię i sztukę piękną.
Muzeum mieści się w dawnym kościele San Juan de los Caballeros, opuszczonym pod koniec XIX w. i służącym jako magazyn drewna i garaż. Budynek, nabyty w 1905 przez artystę ceramika i malarza Daniela Zuloagę, został odnowiony i przekształcony w warsztat i biuro. W piecach, które Zuloaga zainstalował w północnej części budynku, powstały ważne przykłady hiszpańskiej ceramiki z początku XX w., częściowo zachowane w muzeum. Do zbiorów należą także obrazy jego bratanka, malarza Ignacia Zuloagi. 